# Kadell Daniel
Kadell Ebony Daniel (Lambeth, Inglaterra, Reino Unido, 3 de junio de 1994) es un futbolista profesional británico que juega como mediocampista en el Folkestone Invicta de la  Isthmian League de Inglaterra. Nacido en Inglaterra, es internacional con la selección de fútbol de Guyana.

## Carrera

### Clubes
Daniel comenzó su carrera con el Crystal Palace local y apareció como suplente no utilizado en una eliminatoria de la FA Cup en enero de 2012, contra el Derby County, en la que el Palace perdió 1-0, cortesía de un gol de Theo Robinson. El 4 de septiembre de 2013, después de rechazar un nuevo contrato en Crystal Palace, Daniel se unió al Charlton Athletic del Campeonato con un contrato de un año, con la opción de un año más.
Después de no causar una buena impresión en sus primeros dos años en el club, Daniel fue cedido al Hayes & Yeading United por un mes en febrero de 2015. El 14 de febrero de 2015, Daniel hizo su debut en Hayes & Yeading United en un empate 1-1 contra Bromley, durante 83 minutos antes de ser reemplazado por Rhys Murrell-Williamson. El 26 de marzo de 2015, Daniel se unió al Torquay United de la Premier Conference en calidad de préstamo por el resto de la campaña 2014-15. El 4 de abril de 2015, Daniel hizo su debut en Torquay United en un empate 1-1 contra Dartford, comenzando el juego antes de ser reemplazado por Duane Ofori-Acheampong en el minuto 83. Una semana después, Daniel anotó su primer gol del Torquay United en la victoria en casa por 2-0 sobre el Altrincham, abriendo el marcador en el minuto 22. Daniel anotó una vez más para Torquay antes de regresar a Charlton al final de la temporada.
En agosto de 2015, antes de su liberación de Charlton, Daniel se unió al Woking de National League  con un contrato de un año. El 8 de agosto de 2015, Daniel hizo su debut en Woking en una derrota a domicilio por 1-0 ante el Tranmere Rovers, reemplazando a Bruno Andrade en el minuto 68. En su segunda apertura para los Cards, Daniel anotó su primer gol en la victoria por 5-2 sobre Chester, anotando un tiro libre para darle a Woking una ventaja de 3-0 en el medio tiempo. Una semana más tarde, Daniel anotó una vez más en un empate 1-1 contra Boreham Wood.
Después de no poder impresionar bajo el mando de Garry Hill con Woking, rara vez apareció y, por lo tanto, se unió a los rivales de la Liga Nacional Welling United en un acuerdo sin contrato en enero de 2016. El 23 de enero de 2016, Daniel hizo su Welling United en una derrota en casa por 2-1 contra Barrow, jugando los 90 minutos completos. Una semana después, Daniel anotó su primer gol en el Welling United en el empate 1-1 contra el FC Halifax Town. Daniel anotó dos veces más en trece apariciones con Welling antes de irse al final de la campaña 2015-16.
Después de numerosas pruebas para clubes de la Liga Nacional, incluido el Boreham Wood, Daniel optó por unirse al Dulwich Hamlet de la Isthmian League Premier Division en agosto de 2016. El 13 de agosto de 2016, Daniel hizo su debut en Dulwich Hamlet en un empate 2-2 contra el AFC Sudbury, anotando en el minuto 40.
El 28 de octubre de 2016, Daniel se unió a Leatherhead cedido por Dulwich Hamlet. El 5 de noviembre de 2016, Daniel hizo su debut en Leatherhead en su victoria en casa por 3-1 contra Lowestoft Town, participando durante los 90 minutos completos. Un par de semanas más tarde, Daniel anotó dos veces en la victoria de Leatherhead por 5-2 sobre Staines Town. El 31 de enero de 2017, se anunció que Daniel había sido liberado de su contrato con Dulwich Hamlet. Antes de su liberación de Dulwich, Daniel se reincorporó a Leatherhead con un contrato permanente.
Daniel se unió al Dover Athletic el 1 de agosto de 2017, después de un período de prueba con el club en el que anotó en la victoria por 3-0 en Deal Town. Hizo su debut, saliendo de la banca en el primer día de la temporada en una victoria por 1-0 ante el Hartlepool United. Marcó su primer gol para el club en una victoria a domicilio por 2-0 ante Aldershot Town, donde ganó el balón en la línea media, corrió por el ala antes de vencer a Nick Arnold y disparó a través de la portería en la esquina más alejada más allá de Jake Cole para hacer el 2. –0. La victoria envió a Dover a la cima de la National League por primera vez en su historia.
Daniel firmó un nuevo contrato con Dover al final de la temporada luego de 2 goles en 39 apariciones, pero no fue un habitual en la temporada 2018-19, pasando un tiempo cedido en el club Margate de la Isthmian League. Daniel fue liberado al final de la temporada y se reincorporó a Margate.
Continuando una temporada atrás con Margate de forma permanente, en la que anotó doce veces en treinta y cinco apariciones, Daniel se unió al equipo de la Isthmian League, Kingstonian, antes de la campaña 2020-21.
El 25 de mayo de 2021, se anunció que Daniel se uniría al equipo de Nacional League South, Hampton & Richmond Borough.
El 30 de noviembre de 2021, Daniel regresó al Hayes & Yeading United, club en el que anteriormente había disfrutado de una cesión durante la campaña 2014-15.
El 22 de junio de 2022, Daniel se unió a Folkestone Invicta para la próxima temporada.

### Selección nacional
En mayo de 2015, Daniel recibió su primera convocatoria para la selección sub-23 de Guyana. Daniel pasó a participar en numerosas ocasiones para Guyana U23, antes de recibir una llamada a la selección absoluta en el mismo año. El 25 de junio de 2015, Daniel hizo su debut en Guyana en una derrota por 2-0 contra Cuba. Daniel hizo una nueva aparición en noviembre de 2017, mientras estaba en Dover, participando durante los 90 minutos completos durante el amistoso de Guyana contra Trinidad y Tobago, que resultó en un empate 1-1. Jugó en tres de los cuatro partidos de clasificación que llevaron a Guyana a la Copa Oro de CONCACAF por primera vez en la historia de la nación, y jugó en un partido de grupo, un empate con Trinidad y Tobago, en el mismo torneo.

## Estadísticas

### Clubes
| Club                          | Temporada | Liga                                   | Liga | Liga  | FA Cup | FA Cup | League Cup | League Cup | Other | Other | Total | Total |
| Club                          | Temporada | División                               | Apps | Goals | Apps   | Goals  | Apps       | Goals      | Apps  | Goals | Apps  | Goals |
| ----------------------------- | --------- | -------------------------------------- | ---- | ----- | ------ | ------ | ---------- | ---------- | ----- | ----- | ----- | ----- |
| Crystal Palace                | 2011–12   | Championship                           | 0    | 0     | 0      | 0      | 0          | 0          | —     | —     | 0     | 0     |
| Charlton Athletic             | 2014–15   | Championship                           | 0    | 0     | 0      | 0      | 0          | 0          | —     | —     | 0     | 0     |
| Hayes & Yeading United (loan) | 2014–15   | Conference South                       | 3    | 0     | —      | —      | —          | —          | —     | —     | 3     | 0     |
| Torquay United (loan)         | 2014–15   | Conference Premier                     | 7    | 2     | —      | —      | —          | —          | —     | —     | 7     | 2     |
| Woking                        | 2015–16   | National League                        | 21   | 3     | 1      | 0      | —          | —          | 0     | 0     | 22    | 3     |
| Welling United                | 2015–16   | National League                        | 16   | 3     | —      | —      | —          | —          | 1     | 0     | 17    | 3     |
| Dulwich Hamlet                | 2016–17   | Isthmian League Premier Division       | 12   | 1     | 2      | 0      | —          | —          | 2     | 0     | 16    | 1     |
| Leatherhead (loan)            | 2016–17   | Isthmian League Premier Division       | 13   | 4     | —      | —      | —          | —          | 1     | 0     | 14    | 4     |
| Leatherhead                   | 2016–17   | Isthmian League Premier Division       | 15   | 3     | —      | —      | —          | —          | —     | —     | 15    | 3     |
| Dover Athletic                | 2017–18   | National League                        | 40   | 2     | 2      | 0      | —          | —          | 3     | 0     | 45    | 2     |
| Dover Athletic                | 2018–19   | National League                        | 17   | 0     | 2      | 0      | —          | —          | 2     | 0     | 21    | 0     |
| Dover Athletic                | Total     | Total                                  | 57   | 2     | 4      | 0      | —          | —          | 5     | 0     | 66    | 2     |
| Margate (loan)                | 2018–19   | Isthmian League Premier Division       | 6    | 4     | —      | —      | —          | —          | —     | —     | 6     | 4     |
| Margate                       | 2019–20   | Isthmian League Premier Division       | 27   | 8     | 3      | 1      | —          | —          | 5     | 3     | 35    | 12    |
| Kingstonian                   | 2020–21   | Isthmian League Premier Division       | 7    | 1     | 1      | 0      | —          | —          | 1     | 0     | 9     | 1     |
| Hampton & Richmond Borough    | 2021–22   | National League South                  | 10   | 2     | 2      | 0      | —          | —          | 0     | 0     | 12    | 2     |
| Hayes & Yeading United        | 2021–22   | Southern League Premier Division South | 23   | 3     | —      | —      | —          | —          | 1     | 1     | 24    | 4     |
| Total                         | Total     | Total                                  | 215  | 35    | 13     | 1      | 0          | 0          | 15    | 3     | 243   | 39    |

### Goles internacionales
| N.º | Fecha                 | Sede                                                                | Adversario            | Gol | Resultado | Competencia                                           |
| --- | --------------------- | ------------------------------------------------------------------- | --------------------- | --- | --------- | ----------------------------------------------------- |
| 1.  | 13 de octubre de 2018 | Academia Nacional TCIFA, Providenciales, Islas Turcas y Caicos      | Islas Turcas y Caicos | 7-0 | 8-0       | Clasificación de la Liga de Naciones CONCACAF 2019-20 |
| 2.  | 14 de octubre de 2019 | Instalación de pista y campo sintético, Leonora, Guyana             | Antigua y Barbuda     | 1–2 | 1–5       | 2019-20 CONCACAF Liga de Naciones B                   |
| 3.  | 30 de marzo de 2021   | Estadio Olímpico Félix Sánchez, Santo Domingo, República Dominicana | Bahamas               | 2-0 | 4-0       | Clasificación para la Copa Mundial de la FIFA 2022    |